# Блументаль, Флоренс
Фло́ренс Блумента́ль (англ. Florence Blumenthal), урождённая Ме́йер (англ. Meyer; 1875, Лос-Анджелес, Калифорния, США — 21 сентября 1930, Париж, Франция) — американская и французская меценатка.

## Семья
Была третьей из восьми детей Юджина и Харриет Мейер (урождённой Ньюмарк). Её отец был еврейским иммигрантом, переехавшим в Калифорнию из французского Страсбурга и сделавшим карьеру в филиале международного банка Lazard frères в Сан-Франциско. Один из братьев Флоренс — Юджин Мейер (младший) в дальнейшем стал президентом нью-йоркского «Федерального резервного банка», владельцем газеты The Washington Post и первым президентом Всемирного банка. Две её сестры — Розали и Элиз вышли замуж за Зигмунда и Абрахама Штернов, племянников известного предпринимателя и изобретателя джинсов Леви Страусса.

## Биография
В 1898 году Флоренс вышла замуж за банкира Джорджа Блументаля. От этого союза родился один сын, но он рос болезненным и умер во младенчестве.
После окончания Первой мировой войны вместе со своим мужем Флоренс жила преимущественно в Париже, где тот учредил «Американский фонд французской мысли и искусства» (фр. Association américaine pour la Pensée et l' Art français), преобразованный в 1929 году в «Ассоциацию Флоренс Блументаль» (фр. Association Florence Blumenthal). Эта ассоциация финансово помогала молодым французским писателям и художникам, вручая им гранты на творчество — первоначально таких грантов (именовавшихся также «Блюменталевской премией» — по французскому произношению фамилии) вручалось 10 в год, позднее их количество возросло до 14 в год. Сумма грантов составляла первоначально 6000 франков, в 1926 году она была увеличена до 10 000 франков. Премии выдавались вплоть до 1954 года, после чего ассоциация была ликвидирована, поскольку из-за разразившейся инфляции сумма гранта стала смехотворной. В 1926 году ассоциация также выделили 60 000 долларов на создание в парижской детской больнице оториноларингологического отделения, которое возглавил профессор Жак Ле Ме, и строительство здания для него. В течение нескольких лет супруги пожертвовали Сорбоннскому университету в общей сложности 250 000 долларов.
В 1929 году за свою благотворительную деятельность Джордж и Флоренс Блементали были награждены орденами Почётного легиона.